# Саїд Шиба
Саїд Шиба (араб. سعيد شيبا, нар. 28 вересня 1970, Касабланка) — марокканський футболіст, що грав на позиції півзахисника. По завершенні ігрової кар'єри — тренер.
Виступав, зокрема, за клуби ФЮС (Рабат) та «Нансі», а також національну збірну Марокко, у складі якої був учасником чемпіонату світу та двох кубків африканських націй.

## Клубна кар'єра
У дорослому футболі дебютував 1989 року виступами за команду клубу ФЮС (Рабат), в якій провів шість сезонів, після чого відправився в саудівський «Аль-Гіляль». З цією командою Шиба виграв чемпіонат, Кубок наслідного принца Саудівської Аравії, а також Кубок Саудівської Федерації футболу.
1996 року відправився до іспанської «Компостели». З командою Саїд провів два сезони у Ла Лізі, а також один у Сегунді. Не зумівши повернутись з цією командою в еліту, влітку 1999 року Шиба перейшов у французький «Нансі», але з цією командою також вилетів з вищого дивізіону і на наступний рік посеред сезону покинув клуб, дограючи сезон 2000/01 у шотландському «Мотервеллі».
У сезоні 2001/02 півзахисник виступав у вищому дивізіоні Греції за «Аріс», після чого відправився в «Катар СК», з яким виграв національний чемпіонат та двічі Кубок наслідного принца Катару. 
З 2004 року провів по сезону в еміратському «Аль-Халейджі» та рідному ФЮСі (Рабат), а завершив професійну ігрову кар'єру у клубі «Шарджа» у 2006 році.

## Виступи за збірну
1997 року дебютував в офіційних матчах у складі національної збірної Марокко. Протягом кар'єри у національній команді, яка тривала 5 років, провів у формі головної команди країни 34 матчі, забивши 3 голи.
У складі збірної був учасником чемпіонату світу 1998 року у Франції, Кубка африканських націй 1998 року у Буркіна Фасо, Кубка африканських націй 2000 року у Гані та Нігерії.

## Кар'єра тренера
Розпочав тренерську кар'єру невдовзі по завершенні кар'єри гравця, 2007 року, увійшовши до тренерського штабу клубу «Катар СК», а в 2011–2012 роках був головним тренером цієї команди.
Наступним місцем тренерської роботи Саїда стала збірна Марокко, в якій Шиба був одним з тренерів головної команди у штабі Еззакі Баду з 2014 по 2016 рік.